# Diphyus castanopyga
Diphyus castanopyga là một loài tò vò trong họ Ichneumonidae.